# Ignaz Schönbrunner der Jüngere
Ignaz Schönbrunner (* 22. Oktober 1871 in Wien; † 6. Januar 1963 in Wiener Neustadt) war ein österreichischer Maler.

## Leben
Schönbrunner entstammte einer Malerfamilie. Er war der Sohn des Malers Ignaz Schönbrunner (1835–1900), daher der Jüngere genannt und besuchte die Wiener Kunstakademie. Er fertigte neben Bildnissen und Landschaften vor allem Stillleben mit Geschirr und Blumen. Die Maler Josef (1831–1905),  Karl (1832–1877) und Franz Xaver Schönbrunner (1845–1903) waren seine Onkel. Der Maler Johann Schönbrunner war sein Großvater. Franz Anton Coufal (1927–1999), ein österreichischer Bildhauer und Grafiker, war von 1949 bis 1953 einer seiner Schüler.
Schönbrunner heiratete 1895 Helene Emma Antonia (geborene Roux; 3. April 1872 – 26. Januar 1936), mit der er eine Tochter hatte. Der akademischer Maler Anton Joseph Valentin Roux (1835–1901) und dessen Frau Emma (geborene Nicolits; 1846–1880) waren seine Schwiegereltern. Der Tiermaler Oswald Roux war ein Cousin seiner Ehefrau.

## Werke (Auswahl)
Ölgemälde
- um 1900: Stillleben mit Globus
- 1942: Kaffeeservice mit Dahlien, Orangen und Zitronen 70 × 100 cm
- Stillleben mit Teegarnitur und Zyklamen 69,8 × 99,1 cm
- 1943: Teatime 85 × 131,4 cm